# Городищи (Инзенский район)
Городи́щи — село в Инзенском районе Ульяновской области, входит в состав Труслейского сельского поселения
Расположено в 19 км от центра поселения, на реке Аргаш и Медведке.

## История
Селу более 300 лет, до второй половины XVII века коренными жителями были мордва.
Основано во второй половине XVII века на месте имевшегося здесь ранее мордовского поселения — Городища, отсюда и идёт происхождение названия.
При строительстве Карсунско-Симбирской черты, в 1647 году, сюда прибыли служилые люди. Первыми жителями вновь образованного поселения стали служилые люди, солдаты, стрельцы и люди из окрестных мест, позднее все они были переведены в состав удельных крестьян.
В 1780 году, при создании Симбирского наместничества, Салдатская Городищенская Слобода, при речке Медветке, пахотных солдат, вошла в состав Карсунский уезд.
В 1782 году в селе был построен храм, который сгорел.
Запись 1859 года: «… с. Городище на реке Медведке расположено между дорогой из Карсуна в Аргаш и почтовой дорогой в г. Пензу. Расстояние в верстах от уездного города — 65, от станового квартального — 25. Число дворов — 105. Число жителей: мужчин — 419, женщин — 472. Церковь православная — 1».
В 1863 году в селе было открыто мужское начальное народное училище, 14 октября 1894 года здесь на средства баронессы Штемпель была открыта библиотека, которая содержалась на средства благотворителей и приходского попечительства.
В 1897 году в селе была церковь и школа.
В 1898 году на месте прежнего (существовал с 1782 года) на средства прихожан был построен деревянный храм в честь Рождества Христова (русско-византийский стиль). В двух верстах от села находилась каменная часовня.
В 1900 году было начато строительство каменного храма в честь Рождества Христова (русско-византийский стиль рубежа XIX—XX веков.) По некоторым данным она была освящена в 1924 году на Александра Невского (поэтому в народе и стала носить это имя). Закрыта в 1931 году. Колокола сняли и переплавили, а саму постройку, позже в 1970—1980-е годы, использовали как склад для зерна колхоза имени XXIV съезда КПСС. В настоящее время здание церкви находится без ухода.
В 1913 году в селе действовали лесопильный завод, принадлежавший Е. И. Лившицу (национализирован в декабре 1918 году), и три мельницы. Село входило в состав Карсунского уезда Симбирской губернии.
В 1935 году в селе был организован колхоз «Искра», в 1970 году он был присоединен к Аргашскому колхозу имени XXIV съезда.
В 1996 году в селе действовали агрофирма «Искра», начальная школа, клуб.

## Население
- В 1780 году — 181 ревизских душ.[3]
- В 1859 году в селе было 105 дворов и 891 житель[4].
- В 1897 году — 182 двора, 1290 человек[5].
- В 1900 году в 194 дворах жило: 611 м. и 651 ж.[6]
- В 1913 — 248 дворов и 1603 жителя.
- В 1996 проживало 215 человек.
- В  2013 — 54 человека.

## Достопримечательности
- До настоящего времени сохранилась каменная пятиглавая церковь из красного кирпича, представляющая собой дальнейшее развитие русско-византийского стиля на рубеже XIX—XX веков, является объектом культурного наследия (памятником истории и культуры) регионального значения — Храм Рождества Христова «Церковь в честь Рождества Христова (православный приходской трёхпрестольный храм)», начало XX века[9][10].[11][12][13][14][15][16][17]
- Памятник погибшим жителям села Городищи в Великую Отечественную войну (1970 год).
- «Бездонный» родник[18].
- Родник[19].

## Галерея

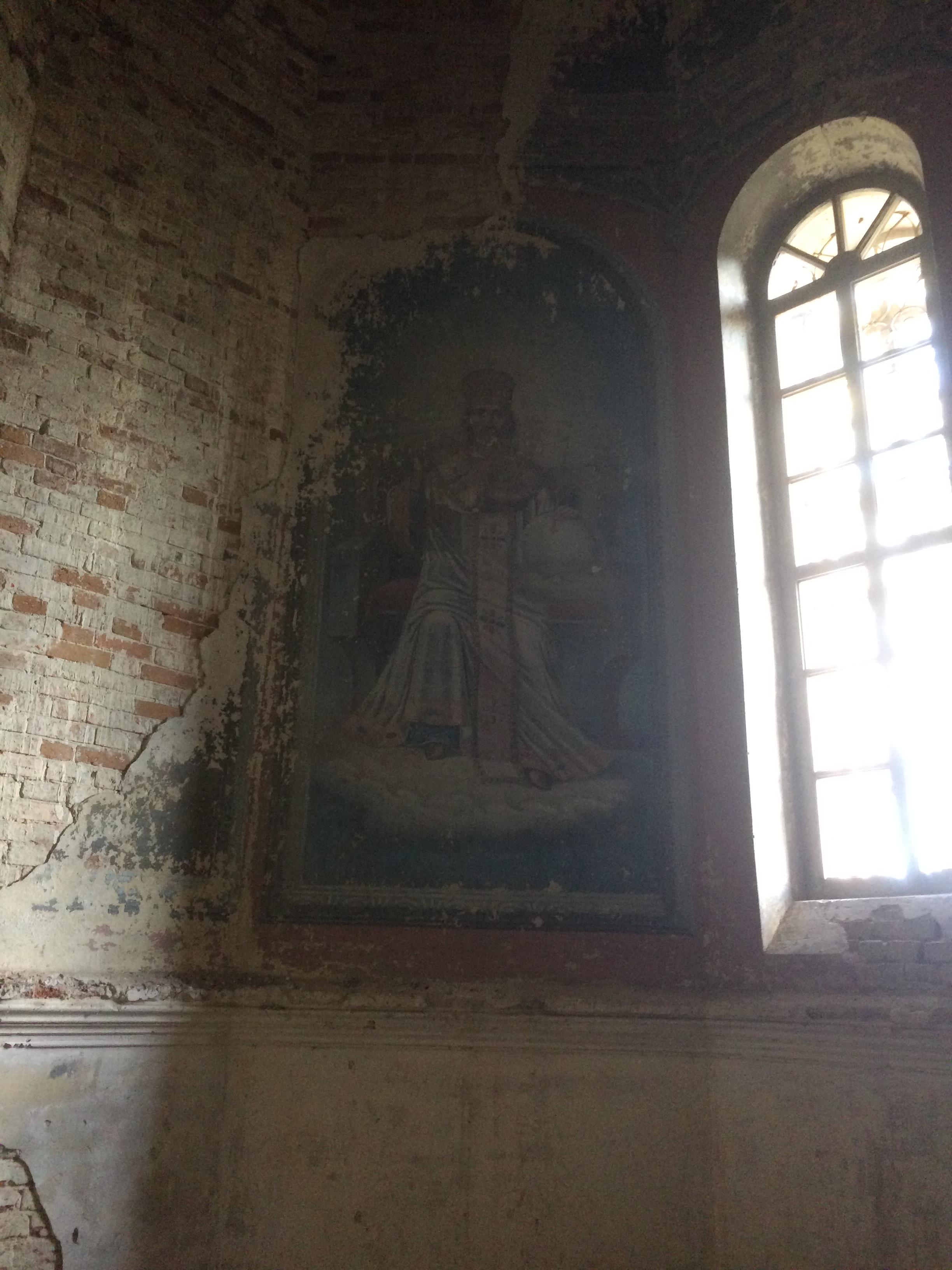
Одна из сохранившихся икон.
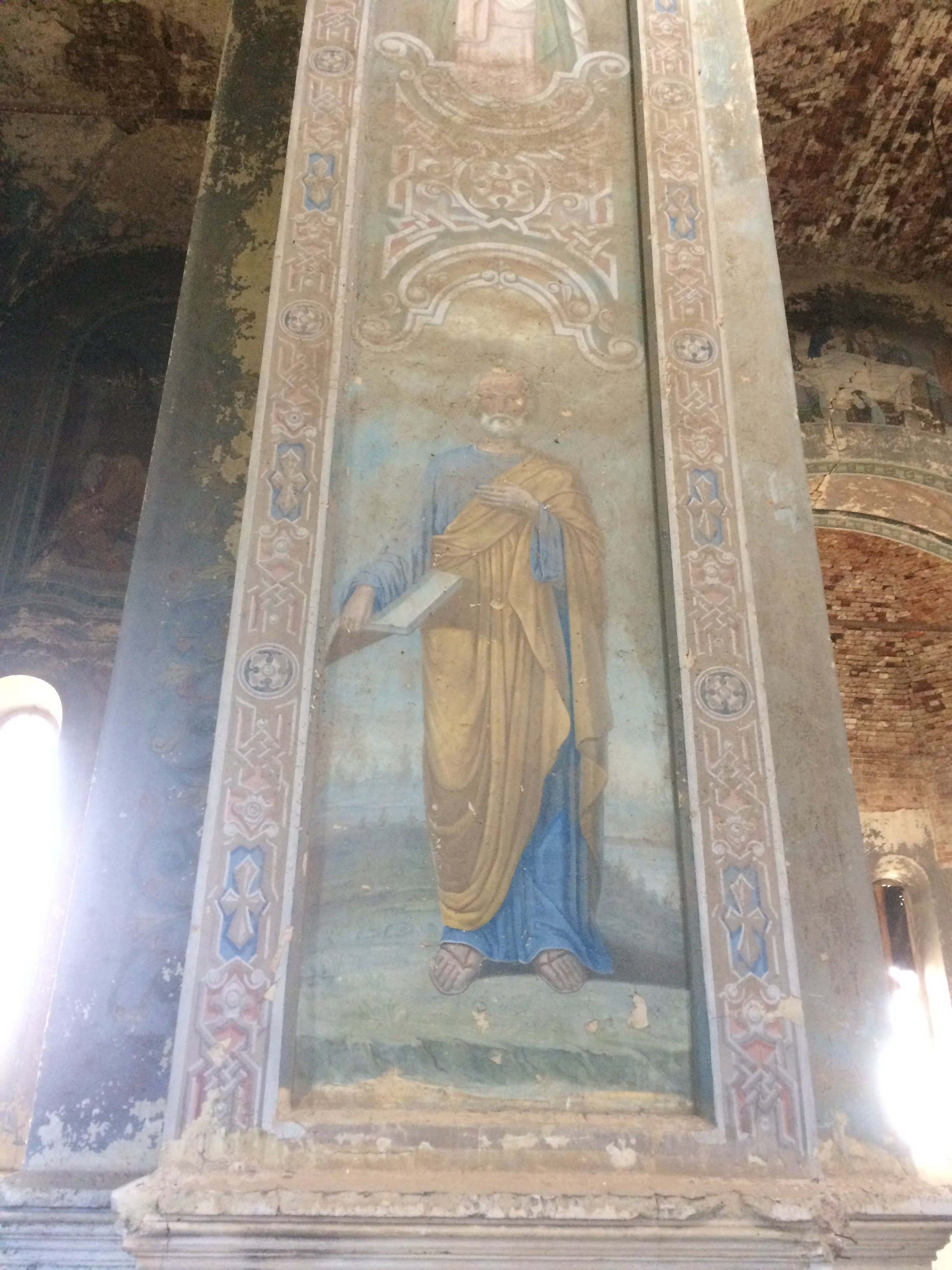
Еще одна икона.
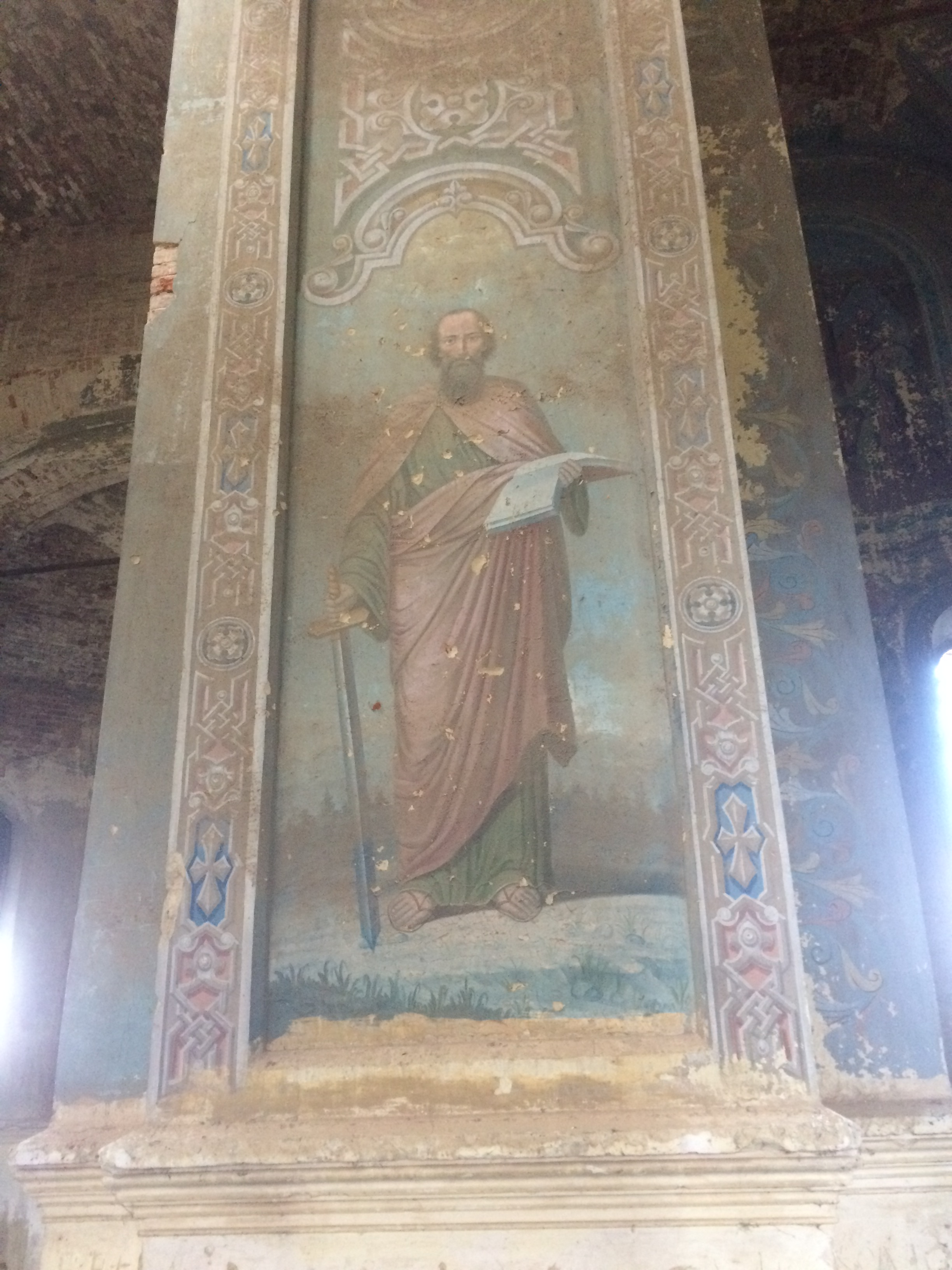
Одна из икон.
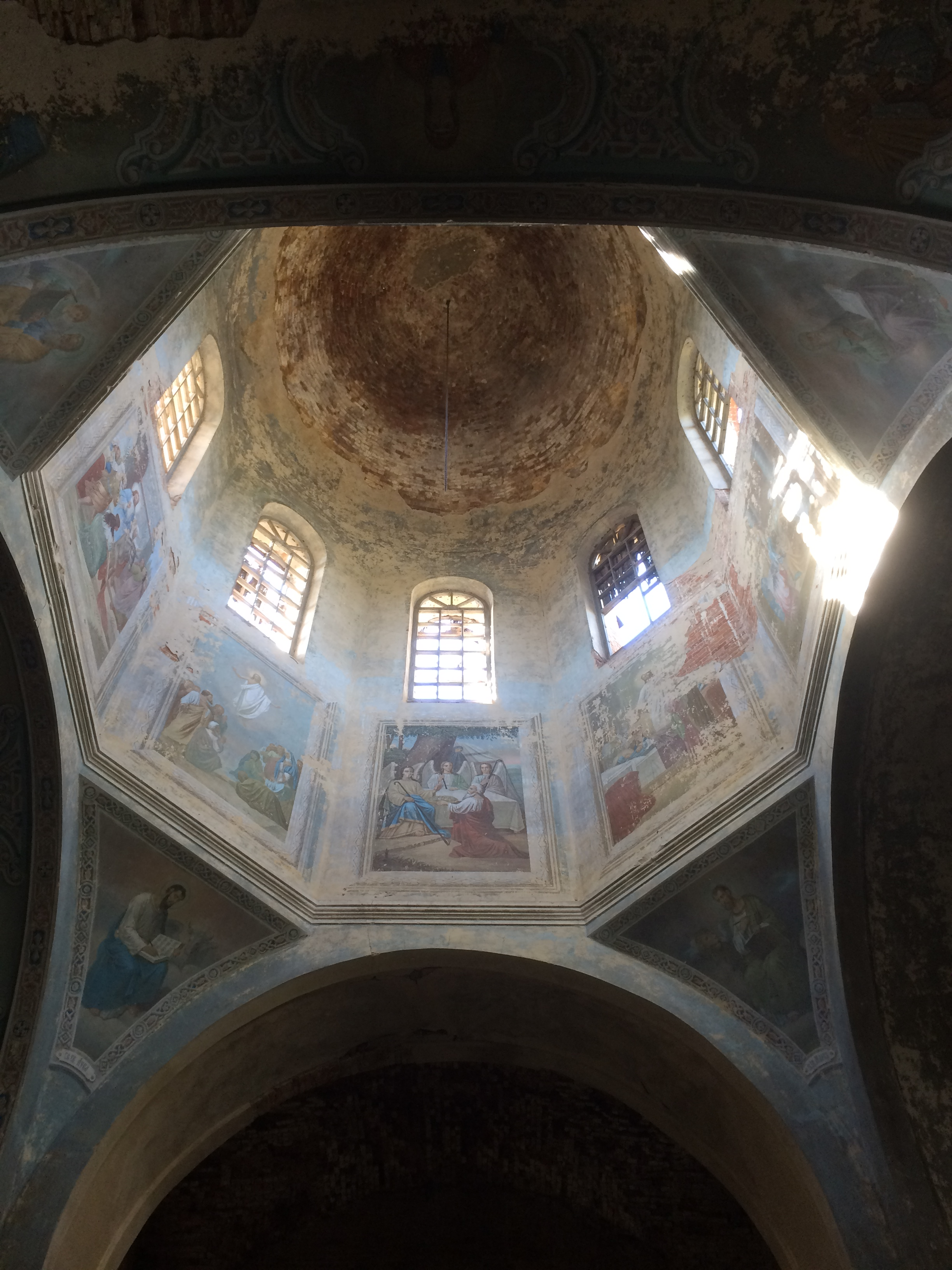
Роспись купола.
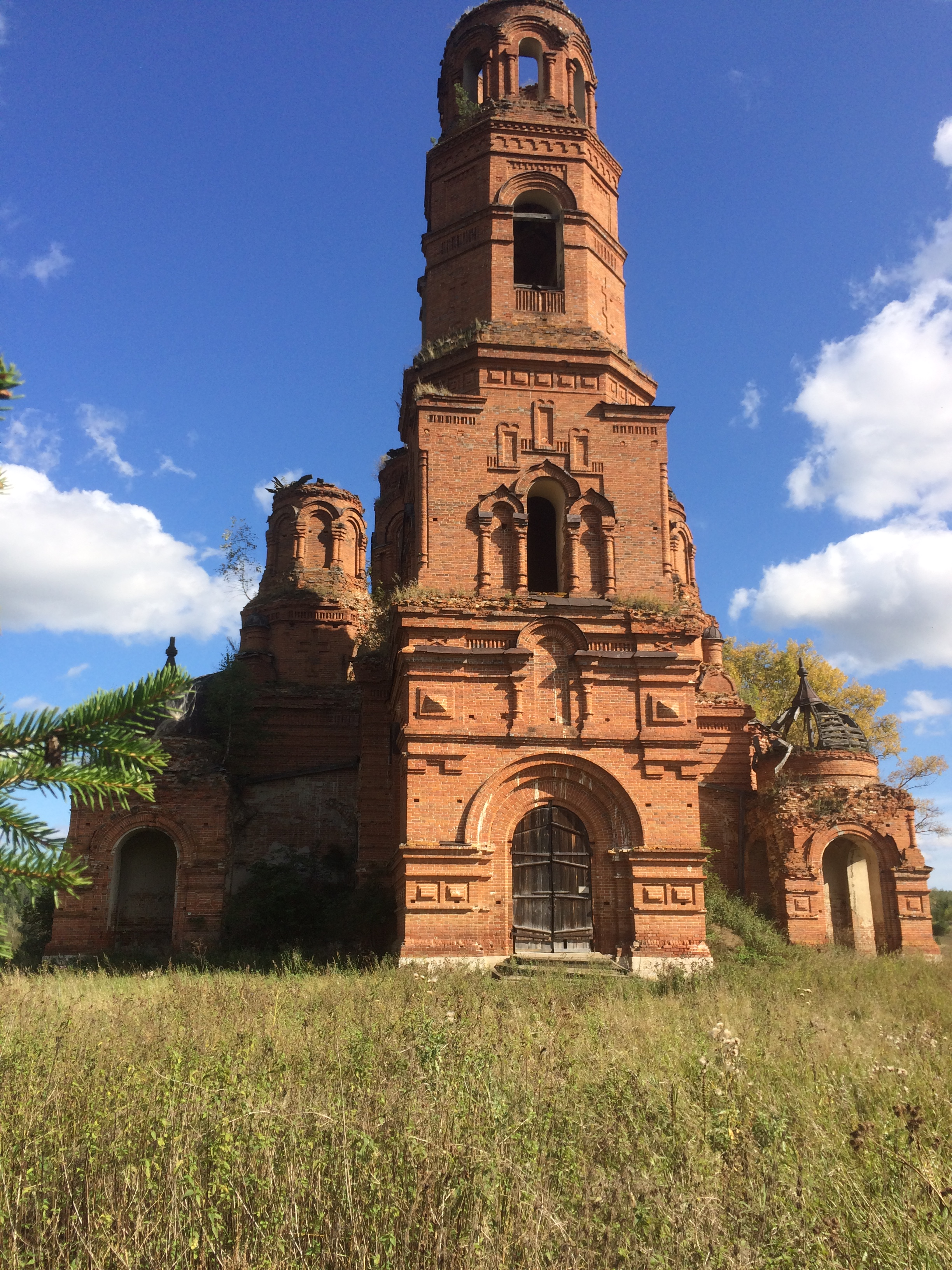
Церковь в честь Рождества Христова.